# Wanderers Fútbol Club
O Wanderers Fútbol Club é um clube uruguaio de futebol, sediado na cidade de Artigas. Foi fundado no dia 26 de setembro de 1935. Considerado um dos melhores times da cidade, a equipe do Wanderers vem se mostrando cada vez mais o porquê de ser uma das equipes mais temidas do futebol amador da região (foi 4 vezes campeão da Copa El País, além de ter vencido 15 edições da Liga de Fútbol de Artigas).
O clube, que não possui estádio para mandar suas partidas, tem como suas cores o preto e o branco.

## Títulos

### Nacionais
- Copa El País (3): 2003, 2004, 2005, 2015
- Campeonato del Litoral (2): 1989, 1990

### Regionais
- Liga de Fútbol de Artigas (15): 1942, 1943, 1944, 1945, 1946, 1982, 1987, 1988, 1990, 1992, 2001, 2002, 2003, 2004, 2006 e 2015